# Ludwig Lendorff
Ludwig Lendorff (* 1808 in Karlsruhe; † 1853 in Heidelberg) war ein deutscher Architekt und Baubeamter, der im Dienst des Großherzogtums Baden stand.

## Leben
Von 1824 bis 1828 studierte Lendorff an der Bauschule von Friedrich Weinbrenner in Karlsruhe. Er legte dort 1828 seine Prüfung bei Heinrich Hübsch und Friedrich Arnold ab. 1829/1830 wurde er Baupraktikant in der Baudirektion und ab 1831 machte er eine Studienreise durch Deutschland, Frankreich und Italien. Von 1838 bis 1841 war Lendorff wieder in der Baudirektion tätig. 1841 wurde Lendorff zuständig für die Abschätzung der Zehntbaulasten in Baden. 1841 erfolgte die Ernennung zum Bezirksbaumeister in Donaueschingen. Von 1845 bis zu seinem Tod im Jahr 1853 war Ludwig Lendorff Bezirksbaumeister in Heidelberg und damit zuständig für den Unterrheinkreis.

## Bauwerke (Auswahl)

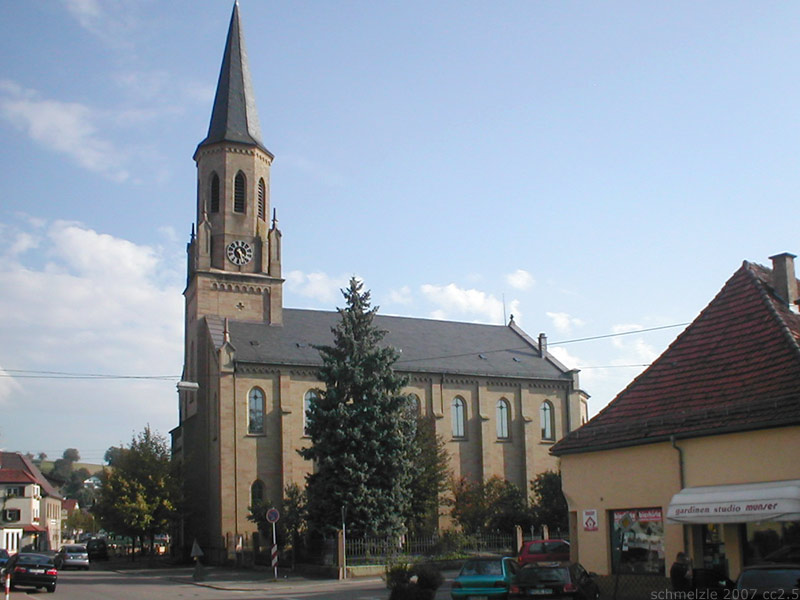
Evangelische Kirche in Meckesheim

Hauptsynagoge in Mannheim, um 1895

- 1837: Mechanische Baumwollspinnerei und Weberei Augsburg[2]
- 1847–1848: Amtsgefängnis („Fauler Pelz“)
- 1847–1849: Bezirksgericht Heidelberg, Seminarstraße 3 (mit Friedrich Theodor Fischer)[3]
- 1847–1849: Evangelische Kirche in Meckesheim
- 1852: Astor-Haus[4] in Walldorf
- 1853: Stadttheater Heidelberg
- 1851–1855: Hauptsynagoge in Mannheim